# Епархия Кононго-Мампонг
 Епархия Кононго-Мампонг (лат.  Dioecesis Konongensis-Mampongana) — епархия Римско-Католической Церкви c центром в городе Мампонг, Гана. Епархия Кононго-Мампонг входит в архиепархию Кумаси.

## История
3 марта 1995 года Римский папа Иоанн Павел II издал буллу "Cum ad aeternam», которой учредил епархию Кононго-Мампонг, выделив её из епархии Кумаси (сегодня — Архиепархия Кумаси) и епархии Суниани. 22 декабря 2001 года епархия Кононго-Мампонг вступила в церковную провинцию Кумаси. 28 декабря 2007 года епархия Кононго-Мампонг уступила часть своей территории новой епархии Течиман.

## Ординарии епархии
- епископ Joseph Osei-Bonsu (3.03.1995 — по настоящее время)

## Источник
- Annuario Pontificio, Ватикан, 2007
- Булла Cum ad aeternam  (лат.)